# 변연하
변연하(邊年河, 1980년 7월 16일 ~ )는 대한민국의 농구 선수, 지도자이다. 현재 한국여자프로농구(WKBL) 부산 BNK 썸의 코치를 맡고 있다. 선수 시절 포지션은 포워드, 슈팅가드이다. 자신의 성과 NBA 농구 선수 코비 브라이언트의 이름을 따서 '변코비'라는 별명을 갖고 있었다.

## 경력
1999년 수원 삼성생명 페라이온(현 용인 삼성생명 블루밍스)에 입단하였다. 2008년 용인 삼성생명 비추미에서 청주 KB 스타즈로 이적하였으나 KB에서 우승을 하지 못하고 2015-16 시즌이 끝난 후 은퇴하였다.
2016년 10월 30일, 청주체육관에서 열린 청주 KB 스타즈의 2016-17 시즌 홈 개막전이 열렸다. 이 경기 하프타임에 진행된 본인의 은퇴식에 참가하였고, KB 스타즈는 변연하의 등번호 10번을 영구 결번으로 지정하였다. 이는 KB 스타즈의 최초 영구 결번이다.
2019-20 시즌부터 부산MBC의 한국여자프로농구(WKBL) 해설가로 활동하였으며 2020년 3월 30일 부산 BNK 썸의 코치로 합류하며 지도자 경력을 시작하였다.

## 학력
- 해운대초등학교
- 동주여자중학교
- 동주여자고등학교
- 경기대학교

## 수상

### 고교
- 1998년 제35회 춘계연맹전 여고부 최우수상 수상

### WKBL
- 4× WKBL 챔피언: 1999 여름, 2000 겨울, 2001 겨울, 2006 여름
- 10× WKBL 베스트 5: 2002 여름, 2003 여름, 2004 겨울, 2005 겨울, 2006 겨울, 2006 여름, 2008, 2010, 2012, 2013
- 3× WKBL 정규리그 MVP: 2001 겨울, 2003 여름, 2004 겨울
- WKBL 챔피언 결정전 MVP: 2006 여름
- WKBL 올스타전 MVP: 2008-09
- WKBL 식스우먼상: 2000 여름
- WKBL 신인선수상: 1999 겨울
- WKBL 3 득점상: 2004 겨울
- 4× WKBL 3점 야투상: 2002 여름, 2006 여름, 2009, 2010
- 3× WKBL 자유투상: 2003 여름, 2006 겨울, 2006 여름
- WKBL 어시스트상: 2016

### 국가대표팀
- 1998년 제14회 아시아 청소년선수권대회 출전(3위)
- 2001년 제3회 동아시아대회 출전
- 2002년 부산 아시안게임 출전(준우승)
- 2004년 아테네올림픽 출전(12위)
- 2006년 세계선수권대회 출전(13위)
- 2006년 도하 아시안게임 출전(4위)
- 2008년 베이징올림픽 출전(8강 진출)
- 2009년 ABC대회 출전(준우승)
- 2010년 세계선수권대회 출전(8위)
- 2010년 아시안 게임 농구 –  은메달
- 2014년 아시안 게임 농구 –  금메달